# Skyggekabinet (Storbritannien)
 For alternative betydninger, se Skyggekabinet. (Se også artikler, som begynder med Skyggekabinet)
Efter parlamentarisk praksis i Storbritannien danner de ledende medlemmer af den officielle opposition et skyggekabinet. I modsætning til Danmark, hvor oppositionens ledende medlemmer har ordførerskaber, betyder skyggekabinettet, at skyggeministre udøver parlamentarisk kontrol med de tilsvarende embeder i regeringen. De udvikler alternativ politik og stiller regeringen til regnskab for dens handlinger. 
Ikke alle oppositionens ledere (frontbenchers) er medlemmer af skyggekabinettet, som har omkring 20 medlemmer.
Oppositionslederen (som kaldes "chefindpisker") og hans "whips" er de eneste medlemmer af skyggekabinettet, som modtager økonomisk godtgørelse ved siden af deres løn som parlamentarikere.[kilde mangler]

## See also
- Storbritanniens officielle opposition
- Storbritanniens kabinet
- Hendes Majestæts Regering